# Alta Segarra

Localización de la Alta Segarra

La Alta Segarra es una comarca catalana propuesta en el informe sobre la revisión del modelo de organización territorial de Cataluña del año 2000, conocido como informe Roca, publicado en diciembre de dicho año. La comarca se articularía alrededor del municipio de Calaf. 
La comarca quedaría formada por 13 municipios:
| Municipio                  | Habitantes (2014) | Superficie |
| -------------------------- | ----------------- | ---------- |
| Aguilar de Segarra         | 251               | 42,32 km²  |
| Calaf                      | 3475              | 9,22 km²   |
| Calonge de Segarra         | 202               | 37,15 km²  |
| Castellfollit de Riubregós | 177               | 26,21 km²  |
| Copóns                     | 323               | 32,45 km²  |
| La Molsosa                 | 116               | 26,9 km²   |
| Pinós                      | 302               | 104,3 km²  |
| Prats del Rey              | 537               | 32,45 km²  |
| Pujalt                     | 198               | 31,43 km²  |
| Rubió                      | 228               | 37,87 km²  |
| Salavinera                 | 162               | 22,02 km²  |
| San Martín Sasgayolas      | 395               | 3,87 km²   |
| Veciana                    | 176               | 38,90 km²  |